# پزشکی محاسباتی
پزشکی محاسباتی به انگلیسی (Computational Medicine) رشته‌ای جدید متشکل از پژوهشگران پزشکی، ریاضیات کاربردی و علوم کامپیوتر برای مدل‌سازی ریاضی بیماری‌های مرتبط با انسان و تعیین سازوکارهای پیش‌بینی روند بیماری‌ها و عوامل مؤثر بر رشد تومورها و ارائه راهکارهای بهینه برای درمان این بیماری‌ها است که شامل آناتومی محاسباتی، پزشکی مولکولی محاسباتی، بهداشت محاسباتی، علوم اعصاب محاسباتی و موارد دیگری می‌شود. هم‌اکنون در برخی از دانشگاه‌های ایران تحقیقاتی مرتبط با این رشته در حال انجام است. به عنوان مثال مرکز تحقیقاتی علوم اعصاب محاسباتی در دانشگاه بین‌المللی امام رضا به عنوان زیر شاخه ای از پزشکی محاسباتی بنیان نهاده شده‌است.